# Ferdinando Augusto Pinelli
Ferdinando Augusto Pinelli (Roma, 29 dicembre 1810 – Bologna, 5 marzo 1865) è stato un generale, storico e politico italiano, che fu protagonista di una durissima campagna per la repressione del brigantaggio postunitario italiano. decorato con la Croce di Commendatore dell'Ordine militare di Savoia e con la medaglia d'oro al valor militare a vivente.

## Biografia
Nacque a Roma il 29 dicembre 1810, figlio di Lodovico, di professione magistrato,  e di Angela Carelli, all'interno di una famiglia originaria del Piemonte, fratello di Alessandro e Pier Dionigi. Frequentò come allievo il Collegio Militare di marina a Genova, uscendone all'età di ventuno anni con il grado di sottotenente dell'arma di fanteria assegnato in servizio alla Brigata Casale. Prese parte alla prima guerra d'indipendenza italiana con il grado di capitano nel 18º Reggimento fanteria, distinguendosi nei combattimenti avvenuti tra il 22 ed il 25 luglio 1848 sulle alture di Rivoli Veronese e nella regione collinosa intorno a Custoza, fra Santa Giustina, Sona e Volta Mantovana, venendo decorata con una medaglia d'argento al valor militare. Nel corso della battaglia di Mortara, il 21 marzo 1849, dove fu fatto prigioniero dagli austriaci, ricevette una menzione onorevole.
Dopo la dura sconfitta del 1849 a Novara intervenne nel dibattito sulla riforma dell’Armata sarda, e pubblicò due opuscoli Alcuni cenni sull’infanteria piemontese e Progetto di un nuovo ordinamento dell’armata con alcune osservazioni sull’attuale teoria della fanteria, dove difese la fanteria, opponendosi al comune pensiero di un suo drastico ridimensionamento. Alla fine del 1849 venne istituita la Scuola normale di fanteria di Torino che dal 1850 divenne Scuola militare con sede a Ivrea, di cui egli divenne docente, e nel 1851 diede alle stampe il manuale Elementi di tattica, presso la tipografia Curbis. Promosso maggiore, con la morte del fratello Pier Dionigi, venne eletto deputato al Parlamento di Torino per il collegio di Cuorgne. Durante la sua attività parlamentare fu avversario del La Marmora. Seppur messo in aspettativa, fu comandante della II Legione della Guardia Nazionale di Torino e commissario di leva. Negli anni 1855-1856, con il grado di tenente colonnello onorario, partecipò marginalmente con i volontari italiani del 1º Reggimento, inquadrati nella Legione anglo-italiana costituita dall'esercito inglese, alla guerra di Crimea venendo inviato a Malta.
Rientrato nei quadri dell'Armata sarda nel 1856; poi, con lo stesso grado di tenente colonnello, nel 1859 fu inviato dal Governo piemontese a Bologna per organizzare l'Esercito delle province dell'Italia centrale per la guerra contro l'Impero austriaco assumendo l'incarico di Ministro della guerra nel Governo delle Romagne.
Nell'ottobre 1859 assunse il comando della Brigata Bologna conservandolo anche quando la Bologna entrò a far parte dell'Esercito regolare, venendo promosso colonnello.
Promosso maggior generale l'anno successivo, prese parte alle operazioni belliche nella Marche, distinguendosi il 26 settembre 1860, nei combattimenti di Monte Pelago e di Monte Pulito, nei pressi di Ancona, durante l'assedio di quella piazzaforte, venendo insignito del titolo Commendatore dell'Ordine militare di Savoia.  Nel febbraio 1861 la Brigata Bologna fu inviato nell'Italia meridionale.  Assunto il comando di una colonna mobile, prese parte, con successo, alle operazioni nei territori dell'Ascolano e nel Teramano per il contrasto contro il brigantaggio e si distinse nella presa di Civitella del Tronto, ancora in mano a una guarnigione dell'esercito delle Due Sicilie al comando del maggiore Luigi Ascione. Nonostante la superiorità delle forze, le sue truppe non riuscivano ad aver ragione degli assediati ed egli adottò, pertanto, misure durissime contro la stessa popolazione civile. L'emissione di un suo proclama, in cui definiva il papa Pio IX Vicario non di Cristo, ma di Satana e sacerdotal vampiro portò alla destituzione.
“Di fronte alla resistenza di Civitella del Tronto e alle insurrezioni di Caramanico, Avezzano, Sora, Carsoli, Pizzoli il generale Pinelli decise la linea dura. Invase Pizzoli il 28 ottobre 1860. Saccheggiò la città, la incendiò e fece strage di quanti tentarono di sottrarsi alle fiamme (nella sola mattinata uccise e trucidò 136 innocenti, la maggior parte dei quali impiccati per risparmiare la polvere da sparo). 
La sera per dormire requisì la villetta del farmacista Alessandro Cicchitelli. Frugando nei cassetti trovò i ritratti di Francesco II e di Maria Sofia. La mattina ordinò la fucilazione del farmacista davanti alla moglie implorante.
Nel gennaio 1861 fu sostituito con il generale Luigi Mezzacapo; la sua attività venne premiata con la concessione medaglia d'oro al valor militare avvenuta con Regio Decreto del 9 febbraio 1862. Pochi mesi dopo fu destinato alla lotta contro il brigantaggio postunitario italiano operando nelle province napoletane. In quello stesso anno venne promosso generale di divisione e comandò poi, in successione, le Divisioni territoriali di Messina e di Bologna.
Fu rieletto deputato al Parlamento per il collegio di Cuorgnè anche nella VIII legislatura. Si spense a Bologna il 5 marzo 1865.

Ricordano tuttavia Gian Antonio Stella e Sergio Rizzo:
(Sergio Rizzo, Gian Antonio Stella, "Serenissimi e borbonici insieme per disfare l'Italia", Corriere della Sera, 27 febbraio 2010, pp. 14-15 (on-line)

## Pubblicazioni
- Elementi di tattica, Tipografia F.L. Curbis, Ivrea, 1851.
- Storia militare del Piemonte in continuazione di quella del Saluzzo, cioè dalla pace d'Aquisgrana sino ai di nostri: con carte e piani, Vol. I: Epoca prima: dal 1748 al 1796[9] T. De Giorgis, Torino, 1854-1855..
- Storia militare del Piemonte in continuazione di quella del Saluzzo, cioè dalla pace d'Aquisgrana sino ai di nostri: con carte e piani, Vol. II: Epoca seconda: dal 1796 al 1831[10] T. De Giorgis, Torino, 1854-1855.
- Storia militare del Piemonte in continuazione di quella del Saluzzo, cioè dalla pace d'Aquisgrana sino ai di nostri: con carte e pian Vol. III: Epoca terza: dal 1831 al 1850[11] T. De Giorgis, Torino, 1854-1855.
- Considérations politiques et militaires sur une nouvelle guerre entre le Piémont et l'Autriche, Torino: Imprimerie Canfari, 1859.
- Questioni militari, Stab. tip. di G. Monti, Bologna, 1863.

### Annotazioni
1. ↑  Il padre era nativo di Cuorgnè, e con l’annessione dello Stato Pontificio all’Impero francese nel 1809, era stato nominato procuratore presso la Corte d’appello a Roma. La madre apparteneva ad una famiglia di magistrati piemontesi. I due fratelli, Pietro Giovanni Alessandro e Pier Dionigi seguirono il padre nella professione legale.

### Fonti
1. 1 2 3 4 5 6 7 8 9  Combattenti Liberazione.
2. 1 2  Dizionario biografico degli italiani.
3. 1 2 3 4 5 6  Galileumautografi.
4. 1 2 3 4 5 6 7 8  Risveglio Popolare.
5. 1 2  Conte di Cavour 1939, p. 249.
6. ↑  Giuseppe Galasso, L'esercito di Franceschiello: una storia di onori e calunnie, in Corriere della Sera, 27 febbraio 2010, p. 17 (on-line)
7. ↑  Ordine militare d'Italia sul sito della Presidenza della Repubblica
8. ↑  Medaglie d'oro al valor militaresul sito della Presidenza della Repubblica
9. ↑  on-line.
10. ↑  on-line.
11. ↑  on-line.